# へんちんポコイダー
『へんちんポコイダー』は、永井豪による日本のギャグ漫画作品。テレビマガジン（講談社）の別冊付録に掲載された（#サブタイトル参照）。

## あらすじ
落ちこぼれの小学生、変珍太が正義の超人「へんちんポコイダー」に変身。チンコロ学園の不良や、スパルタ教師と戦う。

## 登場人物
変珍太（へん ちんた）
主人公。チンコロ学園に通う男の子。落ちこぼれだが、正義感は人一倍強い。
家族構成は、両親、兄2人、姉1人。
へんちんポコイダー
珍太が変身した正義の超人。
ユカ
ヒロイン。珍太のクラスメイト。気立てが良く、優しい少女。
番長連合デストロ団
キング・デストロ
番長連合デストロ団のボスで、珍太のクラスにいるガキ大将。
バットねえちゃん
デストロ団の大幹部。
せんみつ博士
デストロ団の大幹部。
デビル・スパイダー先生
珍太のクラスに赴任してきた教師。その正体は巨大な蜘蛛。
スパル団
デビル・スパイダー先生の部下たち。正体は蜘蛛だった。
倉久健人（くらく けんと）
デビル・スパイダーの後任の教師。
スーパー魔人
倉久健人の正体。生徒をいじめる。
五島面太（ごとう めんた）
転校生。暴力を振るう。
変身ゴメンダー
五島面太の正体。ポコイダーをあと一歩のところまで追い詰めるが、ユカの胸に脱力して、黒板に頭を打ちつけフラフラになってしまう。
そうじだいじん
児童に無理矢理掃除を押し付ける怪人。正体は教頭。なお、初版本（TVマガジン付録）では「用務員のおじさん」。「用務員」は差別語に当たるという理由から、最近の復刊版では変更されている。

## サブタイトル
1. ポコイダー対デストロ団 の巻（テレビマガジン1976年6月号別冊付録）
2. ポコイダー対スパル団 の巻（テレビマガジン1976年10月号別冊付録）
3. 体育はスーパー魔人に の巻（テレビマガジン1977年1月号別冊付録）
4. ごめんパンチだゴメンダー の巻（テレビマガジン1977年5月号別冊付録）
5. 学園はきれいに の巻（テレビマガジン1977年7月号別冊付録）